# Гільча (річка)
Гільча — річка в Україні, в межах Сторожинецького району Чернівецької області. Ліва притока Малого Серету (басейн Дунаю).

## Опис
Довжина 10 км, площа водозбірного басейну 33,5 км². Похил річки 51 м/км. Річка типово гірська — з вузькою і глибокою долиною, кам'янистим дном та численними перекатами; є водоспади. Річище слабозвивисте.

## Розташування
Гільча бере початок на схід від перевалу Мочерка і на захід від хутора Гільче, який є частиною села Банилів-Підгірний. Тече між залісненими горами Покутсько-Буковинських Карпат на північний схід і схід. Впадає до Малого Серету на південний захід від центральної частини села Банилів-Підгірний.